# دوري كرة السلة الكويتي للدرجة الأولى
دوري كرة السلة الكويتي للدرجة الأولى هو أعلى دوري كرة سلة محترف في الكويت. الفريق الأكثر تتويجًا في الدوري هو نادي الكويت الرياضي، الذي فاز بخمسة عشر لقبًا وطنيًا.

## الفرق
- نادي الكويت الرياضي
- العربي
- الجهراء
- النصر
- القادسية
- القرين
- الساحل
- السالمية
- الشباب
- الصليبيخات
- التضامن
- اليرموك
- نادي كاظمة

## الأبطال
وقد فازت الفرق التالية ببطولة القسم الأول:
- 2004: نادي الكويت الرياضي
- 2012: نادي كاظمة
- 2013: نادي الكويت الرياضي
- 2014: نادي الكويت الرياضي
- 2015: نادي الكويت الرياضي
- 2016: نادي القادسية
- 2017: نادي الكويت الرياضي
- 2020: نادي الكويت الرياضي
- 2021: نادي الكويت الرياضي
- 2022: نادي الكويت الرياضي
- 2023: نادي الكويت الرياضي
- 2025: نادي الكويت الرياضي

## النهائيات
| موسم    | الأبطال                  | الوصيف              | نتيجة المباراة النهائية | المركز الثالث     | المرجع            |
| ------- | ------------------------ | ------------------- | ----------------------- | ----------------- | ----------------- |
| 2011–12 | نادي كاظمة               | نادي الكويت الرياضي | 2-1                     | -                 |                   |
| 2012–13 | نادي الكويت الرياضي (8)  | القادسية            | ترتيب الدوري            | نادي كاظمة        |                   |
| 2013–14 | نادي الكويت الرياضي (9)  | القادسية            | 3–0                     | -                 |                   |
| 2014–15 | نادي الكويت الرياضي (10) | القادسية            | 2-1                     | -                 |                   |
| 2015–16 | القادسية (1)             | نادي الكويت الرياضي | دوري روبن               | نادي كاظمة        |                   |
| 2019–20 | نادي الكويت الرياضي (11) | القادسية            | دوري روبن               | نادي كاظمة        |                   |
| 2020–21 | نادي الكويت الرياضي (12) | نادي كاظمة          | 83–61                   | القادسية          |                   |
| 2021–22 | نادي الكويت الرياضي (13) | نادي كاظمة          | 3–0                     | الجهراء           |                   |
| 2022–23 | نادي الكويت الرياضي (14) | نادي كاظمة          | 104–85                  | القادسية          | [ 3 ]             |
| 2023–24 | لم يكن هناك بطولة        | لم يكن هناك بطولة   | لم يكن هناك بطولة       | لم يكن هناك بطولة | لم يكن هناك بطولة |
| 2024–25 | نادي الكويت الرياضي (15) | نادي كاظمة          | 3–0                     | —                 |                   |

## روابط خارجية
- صفحة الدوري على موقع AsiaBasket.com

قالب:Kuwaiti Sport leagues